# Arca del Ateneo
La biblioteca Arca del Ateneo es la colección editorial dependiente del Ateneo de Córdoba. Comienza su andadura en 1991.

## Descripción
Bajo este sello, la institución cultural publica diversas obras sobre temas locales, historiografía y personajes, así como investigación y creación.
En cuanto a investigación, el catálogo se centra en el ensayo y reflexión sobre las disciplinas artísticas más atendidas por el propio Ateneo en su programación habitual, es decir, cine, flamenco, poesía y literatura; y, en cuanto a creación, la colección acoge las obras premiadas en los galardones convocados por el Ateneo: el Certamen Provincial de Narrativa Juvenil, el Premio de Poesía Juan Bernier, el Premio de Relato Breve Ateneo de Córdoba y, mientras se convocó, el Premio Nacional de Letras Flamencas.
Las tiradas suelen ser de mil ejemplares, distribuyéndose la mayoría de forma gratuita en bibliotecas públicas, centros de enseñanza y asociaciones culturales y sociales. La colección cuenta con el patrocinio de la Diputación Provincial de Córdoba.

## Obras publicadas
- 1.-El flamenco es vida, de Agustín Gómez Pérez (1991; 328 páginas, ISBN 84-87034-30-6).
- 2.-El silencio y otras manos, de Antonio Moreno Muñoz (1991; 50 páginas, ISBN 84-88175-00-0). VI Premio de Poesía Juan Bernier.
- 3.-Ensayos de crítica religiosa, de Jaime Loring Miró (1992; 500 páginas, ISBN 84-88175-01-9).
- 4.-In itínere, de Manuel Pérez-Casaux (1992; 80 páginas, ISBN 84-88175-04-3). VII Premio de Poesía Juan Bernier.
- 5.-La copla sale sola, de Romualdo Molina (1992; 65 páginas, ISBN 84-88175-06-X). I Premio Nacional de Letras Flamencas.
- 6.-El verbo en la llaga. Libro de aforismos, de Carlos Rivera (1992; 50 páginas, ISBN 84-88175-02-7).
- 7.-Donde la piel no llega, de José Ramón Ayllón Guerrero (1994; 45 páginas, ISBN 84-88175-05-1). VIII Premio de Poesía Juan Bernier.
- 8.-Lo escrito, escrito está, de Rafael Mir Jordano (1995; 350 páginas, ISBN 84-88175-07-8).
- 9.-Presencia de Cántico en el flamenco, de Agustín Gómez Pérez (1995; 60 páginas, ISBN 84-88175-09-4).
- 10.-Esto es una derrota, de Ángel González Quesada (1996; 50 páginas, ISBN 84-88175-08-6). IX Premio de Poesía Juan Bernier.
- 11.-La muerte oculta, de Javier Sánchez Menéndez (1992; 60 páginas, ISBN 84-88175-03-5).
- 12.-Los andaluces del siglo XX, del Colectivo Ateneísta (coord. Antonio Perea; 1996; 300 páginas, ISBN 84-88175-10-8).
- 13.-Hojas sueltas, de Juan Tena Corredera (1997; 50 páginas, ISBN 84-88175-12-4). XII Premio de Poesía Juan Bernier.
- 14.-La cocina tradicional cordobesa, de María Teresa Morales Rodríguez y Juana Rosa Martínez García (1996; 217 páginas, ISBN 84-88175-11-6).
- 15.-Partitura flamenca, de Antonio Flores Herrera (1997; 76 páginas, ISBN 84-88175-13-2). IV Premio Nacional de Letras Flamencas.
- 16.-El mesto de las rosas, de Prudencio Salces (1998; 76 páginas, ISBN 84-88175-15-9). XIII Premio de Poesía Juan Bernier.
- 17.-El duende, de Carlos Valverde Castilla (1998; 60 páginas, ISBN 84-88175-16-7). V Premio Nacional de Letras Flamencas.
- 18.-La isla recién descubierta, de Miguel Agudo Zamora y Octavio Salazar Benítez (1998; 60 páginas, ISBN 84-88175-17-5).
- 19.-Arroyos de Córdoba, de Francisco Carrasco (1998; 60 páginas, ISBN 84-88175-19-1).
- 20.-El flamenco a la luz de García Lorca, de Agustín Gómez Pérez (1998; 150 páginas, ISBN 84-88175-20-5).
- 21.-Urbe inmóvil, de José Luis Perailes (1998; 60 páginas, ISBN 84-88175-21-3).
- 22.-El Chile de la Unidad Popular (1970-1973), de Joaquín Leguina (1998; 38 páginas, ISBN 84-88175-18-3).
- 23.-Cayumbo, de Rafael Mir Jordano (1999; 128 páginas, ISBN 84-88175-24-8).
- 24.-Diario de un cinéfilo distraído, de Javier Ortega (2001; 100 páginas, ISBN 84-88175-14-0).
- 25.-Donde secretamente moras, de Miguel Ángel Toledano (2001; 90 páginas, ISBN 84-88175-25-6).
- 26.-Poesía en la Bodega (1), varios autores (coord. Antonio Flores Herrera; 2000; 200 páginas, ISBN 84-88175-27-2).
- 27.-Textos con pretexto, de Manuel Gahete Jurado (2001; 260 páginas, ISBN 84-88175-22-1).
- 28.-El tránsito, de Rafaela Hames (2001; 80 páginas, ISBN 84-88175-26-4). XVI Premio de Poesía Juan Bernier.
- 29.-El personal, de Francisco Fernández Caballero (2001; 180 páginas, ISBN 84-88175-28-0).
- 30.-Poética, de Antonio Varo (2001; 120 páginas, ISBN 84-88175-23-X).
- 31.-La revolución de 1868 en Córdoba capital, de José Navas Luque (2001; 380 páginas, ISBN 84-88175-31-0).
- 32.-Crónica del desencanto, de Fernando Serrano (2001; 110 páginas, ISBN 84-88175-29-9).
- 33.-El flamenco: tradición y libertad, de Luis de Córdoba (2001; 48 páginas, ISBN 84-88175-30-2).
- 34.-Orilla de zafiros, de Filomena Romero (2002; 80 páginas, ISBN 84-88175-32-9). XVII Premio de Poesía Juan Bernier.
- 35.-Bajo whisky, de Antonio Marín Albalate (2004; 99 páginas, ISBN 84-88175-33-7). XVIII Premio de Poesía Juan Bernier.
- 36.-Homenaje a Vicente Núñez, varios autores (coord. Antonio Perea; 2004; 80 páginas, ISBN 84-88175-34-5).
- 37.-Paraísos irregulares, de Antonio Llamas (2004; 112 páginas, ISBN 84-88175-37-X). XIX Premio de Poesía Juan Bernier.
- 38.- Mujeres de Córdoba, de Rafaela Sánchez Cano (2004; 220 páginas, ISBN 84-88175-36-1).
- 39.-Retorno a Mave, de Manuel Rámila de Alarcón (2005; 120 páginas, ISBN 84-88175-38-8). XX Premio de Poesía Juan Bernier.
- 40.-Homenaje a Mario López, varios autores (coord. Antonio Varo Baena; 2005; 100 páginas, ISBN 84-88175-39-6).
- 41.-La cancela poética, varios autores (coord. Antonio Flores Herrera; 2006; 120 páginas, ISBN 84-88175-40-X).
- 42.-Premios de relato breve. Antología, varios autores (2006; 90 páginas, ISBN 84-88175-41-8).
- 43.-Premios de narrativa juvenil. Antología, varios autores (2006; 92 páginas, ISBN 84-88175-42-6).
- 44.-El canon de medicina, de José Félix Olalla (2006; 210 páginas, ISBN 84-88175-43-4). XXI Premio de Poesía Juan Bernier.
- 45.-Las horas tardías, de Marcelino Fernández Piñón. (2007, 78 páginas. ISBN 84-88175-44-2) XXII Premio de Poesía Juan Bernier.
- 46.- Venero Flamenco en Bodegas Campos, de varios autores. (2007)
- 47.-Entre la espada y la poesía, de Antonio Varo Baena. (2007; 122 páginas, ISBN 84-88175-46-9).
- 48.-Sala de Juntas, de Rafael Mir Jordano. (2007; 70 páginas, ISBN 84-88175-47-3)
- 49.- De Cíngaros y otras maravillas de María Teresa Morales Rodríguez. (2008; 136 páginas, ISBN 978-84-88175-49-3)
- 50.- Homenaje a Pablo García Baena de varios autores. (2008; 90 páginas, ISBN 84-88175-49-6)
- 51.-Estado natural, de Pilar Sanabria Cañete. (2007 64 páginas, ISBN 84-88175-35-9).  XXIII Premio de Poesía Juan Bernier.
- 52.-Entre la espada y la poesía II (y otros textos), de Antonio Varo Baena. (2009 128 páginas, ISBN 84-88175-50-2).
- 53.-Ética y retórica a Jacobo Sadness, de Santiago Alfonso López Navia. (2009 44 páginas, ISBN 84-88175-51-9).  XXIV Premio de Poesía Juan Bernier.
- 54.-Triste canción de cuna, de Manuel Gahete Jurado. (2009 133 páginas, ISBN 84-88175-52-6).
- 55.-El Ángel Negro, de Manuel Ortas Castilla. (2010 48 páginas, ISBN 84-88175-55-7).
- 56.-Totalidad de la espera, de Antonio García de Dionisio. (2010 64 páginas, ISBN 84-88175-54-0). XXV Premio de Poesía Juan Bernier.
- 57.-Las Calles, de Carmela Cuello Gijón. XXVI Premio de Poesía Juan Bernier
- 58.-XV Premio de Relato Breve. (II Antología), varios autores, (2010  87 páginas, ISBN 84-88175-57-1)